# 北方面军

1941年6月22日的列宁格勒军区编制序列。

北方面军是苏联苏德战争暴发后，1941年6月24日列宁格勒军区改编的方面军。方面军司令员马尔基安·米哈伊洛维奇·波波夫中将。1941年8月23日，北方面军划分为列宁格勒方面军与卡累利阿方面军，其中北方面军指挥机关改组为列宁格勒方面军领帅机关。以第14軍团指挥机关为主组建卡累利阿方面军领帅机关。

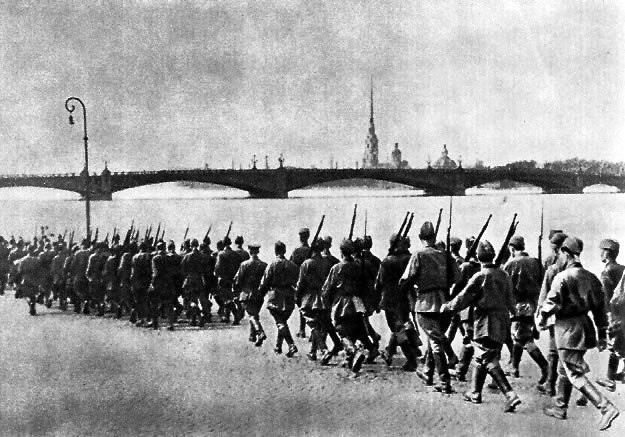
1941年夏季列宁格勒军区的部队动员。

北方面军辖3个軍团，担负苏芬国境抗击芬兰军队与纳粹德军进攻任务。
- 苏联诸兵种第合成第14軍团（英语：14th Army (Soviet Union)），机关驻摩尔曼斯克，司令员 瓦列里安·亚历山德罗维奇·弗罗洛夫（英语：Valerian A. Frolov）中将，负责掩护从巴伦支海沿岸到坎达拉克沙一线。[1]
  - 苏联步兵第14师（英语：14th Rifle Division (Soviet Union)） 保卫佩琴加地区
  - 苏联步兵第52师（英语：52nd Rifle Division (Soviet Union)）
  - 苏联步兵第42军（英语：42nd Rifle Corps (Soviet Union)），军长罗曼·伊万诺维奇·帕宁（英语：Roman Ivanovich Panin）少将
    - 苏联步兵第104师（英语：104th Rifle Division (Soviet Union)）
    - 苏联步兵第122师（英语：122nd Rifle Division (Soviet Union)）

  - 苏联坦克第1师（英语：1st Tank Division (Soviet Union)）
  - 统帅部预备炮兵第104团
  - 摩尔曼斯克第23筑垒地域（英语：23rd Murmansk Fortified Region） 
  - 边防第35，第100，第82，第72，第101支队
  - 苏联空军混成航空兵步兵第1师（英语：1st Mixed Air Division）[2]
  - 北方舰队，司令阿尔谢尼·格里高利耶维奇·戈洛夫科少将，驻波利亚尔内及其岸炮、舰队航空兵。有15艘潜艇，8艘驱逐舰，7艘护卫舰，扫雷和布雷艇共3艘，还有飞机116架。战争爆发时德军在巴伦支海战区有2艘护卫舰和90架飞机。
- 苏联诸兵种合成第7軍团（英语：7th Army (Soviet Union)），领率机关驻蘇奧耶爾維，司令员菲利普·达尼洛维奇·戈列连科（英语：Гореленко, Филипп Данилович）中将[3]  负责保卫科拉半岛到拉多加湖北岸，特别是拉多加湖与奥涅加湖之间以及进攻阿尔汉格尔斯克的出发地域。实际上划分为四个防守地域。[4]
  - 苏联步兵第54师（英语：54th Rifle Division (Soviet Union)）
  - 苏联步兵第71师（英语：71st Rifle Division (Soviet Union)）
  - 苏联步兵第168师（英语：168th Rifle Division (Soviet Union)）
  - 苏联步兵第237师（英语：237th Rifle Division (Soviet Union)）
  - 统帅部预备榴弹炮第541团
  - 索尔塔瓦拉第26筑垒地域（英语：26th Sortavala Fortified Region）
  - 第1、第73、第80、第3边防支队
  - 苏联空军混成航空兵第55师（英语：55th Mixed Air Division） (彼得罗扎沃茨克)[5]
    - 苏联空军歼击航空兵第153团（英语：153rd Fighter Aviation Regiment）
    - 苏联空军轰炸航空兵第72团
- 苏联诸兵种合成第23軍團（英语：23rd Army (Soviet Union)），领率机关驻Kuusa村，[6] 司令员普申尼科夫中将，负责保卫卡累利阿地峡的列宁格勒接近地。特别是索爾塔瓦拉与维堡。
  - 苏联步兵第19军（英语：19th Rifle Corps (Soviet Union)）
    - 苏联步兵第142师（英语：142nd Rifle Division (Soviet Union)）
    - 苏联步兵第115师（英语：115th Rifle Division (Soviet Union)）

  - 苏联步兵第50军（英语：50th Rifle Corps (Soviet Union)）
    - 苏联步兵第43师（英语：43rd Rifle Division (Soviet Union)）
    - 苏联步兵第123师（英语：123rd Rifle Division (Soviet Union)）

  - 苏联机械化第10軍（英语：10th Mechanised Corps (Soviet Union)） (1941年6月初撤编)
    - 苏联坦克第21师（英语：21st Tank Division (Soviet Union)）
    - 苏联坦克第24师（英语：24th Tank Division (Soviet Union)）
    - 苏联摩托化步兵第198师（英语：198th Motor Rifle Division (Soviet Union)）

  - 统帅部预备榴弹炮第101, 第108, 第519团
  - 统帅部预备加农炮第573团
  - 边防第102, 第5, 第33支队
  - 维堡第27筑垒地域（英语：27th Vyborg Fortified Region） 
  - 凯克斯霍尔姆第28筑垒地域（英语：28th Keksgolm Fortified Region） 
  - 苏联空军混成航空兵第5师（英语：5th Mixed Air Division）

北方面军还辖4个步兵军, 2个机械化军, 7个步兵师, 4个坦克师, 2个摩托化步兵师, 8个统帅部预备炮兵团, 8个航空兵师 (including one objective air division),  7个Fortified Region, 1个筑垒区，13个机械化营。
- 苏联步兵第65军（英语：65th Rifle Corps (Soviet Union)）[4]防守芬兰湾南岸，军部驻Nimma，位于塔林以南9km。 
  - 苏联步兵第11师（英语：11th Rifle Division (Soviet Union)）
  - 苏联步兵第16师（英语：16th Rifle Division (Soviet Union)） [8]
  - 苏联空军航空兵第4师（英语：4th Air Division (Soviet Union)）
- 汉科半岛海军基地（英语：Hanko Peninsula naval base）司令员 S.I. Kobanov[9]
  - 汉科半岛海军基地第29筑垒地域（英语：29th Hanko Peninsula naval base Fortified Region）  司令员阿列克谢·鲍里索维奇·叶利谢耶夫岸勤少将
    - 独立步兵第8旅，旅长尼古拉·巴甫洛维奇·西蒙尼亚克上校[9]

  - 汉科半岛边防支队
  - 歼击航空兵第13团独立侦察机中队
  - 潜艇总队
  - 鱼雷艇支队

1941年8月19日，从西北方面军转隶来第8集团军与第48集团军。 
防空歼击航空兵第7军 (后改编为近卫防空歼击航空兵第2军) ，军长斯捷潘·巴甫洛维奇·丹尼洛夫上校。 负责列宁格勒要地防空，使用10个机场，15个预备机场，下辖：
- 苏联航空兵第3师（英语：3rd Air Division (Soviet Union)）装备I-16歼击机
- 苏联航空兵第54师（英语：54th Air Division (Soviet Union)）装备雅克-1歼击机，下辖第191, 192, 193, 194，195歼击机团。[13]

列宁格勒军区还直辖苏联机械化第1军驻盧加區普希金诺。步兵第70师驻卡累利阿地峡的维堡与列宁格勒之间。步兵第191师、步兵第177师的干部架子，等待动员。 航空兵第4、第41、第39师。 
从1941年6月28日起波罗的海舰队隶属于北方面军。130毫米、180毫米、305毫米、406毫米舰炮与岸炮对保卫列宁格勒发挥了巨大作用。  

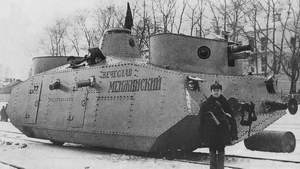
内务部队使用的轻型轨道装甲车MBV D-1

- 内务第2师（英语：2nd Division of the NKVD troops）有11,200人，负责保卫列宁格勒要害目标。[14]